# Jerzy Wyrozumski
Jerzy Lesław Wyrozumski (ur. 7 marca 1930 w Trembowli, zm. 2 listopada 2018 w Krakowie) – polski historyk mediewista, profesor nauk humanistycznych, profesor Uniwersytetu Jagiellońskiego. W latach 1981–1986 dziekan Wydziału Filozoficzno-Historycznego Uniwersytetu Jagiellońskiego, w latach 1987–1990 prorektor UJ. Organizator, członek i w latach 1994–2015 sekretarz generalny odrodzonej Polskiej Akademii Umiejętności. W latach 1980–2015 prezes Towarzystwa Miłośników Historii i Zabytków Krakowa.

## Życiorys
Syn Jana i Józefy. Ukończył I Liceum Ogólnokształcące im. Henryka Sienkiewicza w Koźlu.
Studia historyczne ukończył w 1955 roku na Uniwersytecie Jagiellońskim. Był uczniem Ludwika Piotrowicza, Jana Dąbrowskiego i Romana Grodeckiego. Od ukończenia studiów był pracownikiem Uniwersytetu Jagiellońskiego. Doktorat uzyskał w 1963 na podstawie pracy Tkactwo małopolskie w wiekach średnich przygotowanej pod kierunkiem Romana Grodeckiego, specjalisty w zakresie historii gospodarczej średniowiecza. Jerzy Wyrozumski wspominał: „Czułem jego dobry warsztat badawczy, odpowiadały mi jego bardzo dobrze udokumentowane poglądy uogólniające, jego odwoływanie się wprost do źródeł, a nie do tego, co napisali inni”.
W 1981 został profesorem nadzwyczajnym, a w 1993 profesorem zwyczajnym nauk humanistycznych. Kierował Zakładem Historii Polski Średniowiecznej UJ.
Jego specjalność naukową stanowiły dzieje polskiego średniowiecza, zwłaszcza problematyka gospodarczo-społeczna i ustrojowa oraz ruchy społeczno-religijne w Europie. Opublikował ponad sześćset naukowych pozycji bibliograficznych. Napisał m.in. Historię Polski do roku 1505, Dzieje Polski średniowiecznej, biografię Kazimierz Wielki oraz tom serii Dzieje Krakowa poświęcony wiekom średnim. Kierował wieloma projektami badawczymi, m.in. krytycznym wydaniem wraz z przekładem z języka łacińskiego na język polski Annales seu cronicae incliti Regni Poloniae Jana Długosza oraz serią wydawniczą Acta Nuntiaturae Polonae.
W 1981 roku został wybrany na dziekana Wydziału Filozoficzno-Historycznego Uniwersytetu Jagiellońskiego i pełnił tę funkcję przez dwie kadencje aż do roku 1987. W latach 1987–1990 był prorektorem Uniwersytetu Jagiellońskiego. W tym okresie „bronił wywalczonej przez „Solidarność” autonomii uczelni”.
Współpracował blisko z Polskim Instytutem Historycznym w Rzymie i Karoliną Lanckorońską.
Był jednym z organizatorów odradzającej się po 1989 roku Polskiej Akademii Umiejętności. W latach 1994–2015 był sekretarzem generalnym PAU, zaś w latach 2015–2018 delegatem Walnego Zgromadzenia PAU. Był członkiem Rady Naukowej Biblioteki Naukowej PAU i PAN w Krakowie, członkiem Rady Naukowej Archiwum Nauki PAN i PAU w Krakowie, członkiem Rady Naukowej i Komitetu Redakcyjnego Polskiego Słownika Biograficznego.
W latach 1980–2015 był prezesem Towarzystwa Miłośników Historii i Zabytków Krakowa. Był członkiem zarządu Kasy im. Józefa Mianowskiego – Fundacji Popierania Nauki. Był członkiem Centralnej Komisji do Spraw Stopni i Tytułów, a także członkiem rady Muzeum Historycznego Miasta Krakowa.
Zmarł 2 listopada 2018. Został pochowany 9 listopada 2018 w nowej alei zasłużonych cmentarza Rakowickiego w Krakowie.

## Publikacje
- Dzieje Polski piastowskiej (VIII wiek – 1370 r.) – tom II serii Wielka Historia Polski
- Historia Polski do 1505[4]
- Kazimierz Wielki
- Dzieje Krakowa, t. 1
- Dzieje Polski późnośredniowiecznej (1370–1506)
- Dzieje Polski średniowiecznej
- Kronika Krakowa
- Państwowa gospodarka solna w Polsce do schyłku XIV w.[4]
- Tkactwo małopolskie w późnym średniowieczu[4]
- Beginki i begardzi w Polsce[4]
- Związki czeladnicze w Polsce średniowiecznej[4]
- Horyzont polityczny Jana z Czarnkowa
- Legenda pruska o świętym Wojciechu

## Wypromowane prace doktorskie
- Kultura umysłowa w Krakowie w XIV wieku. Środowisko duchowieństwa świeckiego, 1987, Krzysztof Ożóg
- Szkoły katedralne metropolii gnieźnieńskiej w średniowieczu na tle europejskim, 1992, Krzysztof Stopka
- Dzieje miasta Wieliczki (do połowy XVII wieku), 1993, Józef Piotrowicz
- Kształtowanie się litewskiej rady wielkoksiążęcej w Wielkim Księstwie Litewskim w XV wieku, 1995, Lidia Korczak
- Wojciech Jastrzębiec (ok. 1362–1436). Duchowny i mąż stanu, 1995, Grażyna Lichończak-Nurek
- Kariery Piastów Śląskich na Węgrzech w XIV wieku, 1995, Stanisław A. Sroka
- Osadnictwo Wizny i ziemi wiskiej do 1529 roku, 1997, Czesław Brodzicki
- Księstwa oświęcimskie i zatorskie wobec Korony Polskiej w latach 1438–1513. Dzieje polityczne, 1998, Krzysztof Prokop
- Uposażenie krakowskiej kapituły katedralnej w średniowieczu, 1999, Marek Daniel Kowalski
- Annalistyka małopolska XIII–XV wieku. Kierunki rozwoju i treści ideowe, 2001, Wojciech Drelicharz
- Elita urzędnicza Małopolski w otoczeniu ostatnich koronowanych Piastów, 2003, Andrzej Marzec

## Odznaczenia, nagrody i wyróżnienia
W 1998 został odznaczony Krzyżem Komandorskim Orderu Odrodzenia Polski, 2011 wyróżniony węgierskim Krzyżem Oficerskim Orderu Zasługi, a w 2014 otrzymał estoński Order Krzyża Ziemi Maryjnej 4 klasy. Posiadacz watykańskiego Krzyża Komandorskiego Orderu św. Sylwestra i srebrnego medalu Cracoviae Merenti oznaczonego numerem piątym (1995).
26 kwietnia 2005 uzyskał tytuł doctor honoris causa Akademii Bydgoskiej im. Kazimierza Wielkiego w Bydgoszczy.
9 listopada 2010 otrzymał Nagrodę Miasta Krakowa za szczególne osiągnięcia w zakresie badań mediewistycznych, zwłaszcza nad dziejami średniowiecznego Krakowa w dziedzinie nauki i techniki.
W 2015 roku profesor został laureatem Nagrody Lednickiego Orła Piastowskiego.
W tym samym roku został uhonorowany złotym medalem „Plus ratio quam vis” za zasługi w zakresie badań mediewistycznych i za ofiarną pracę dla dobra Uniwersytetu Jagiellońskiego oraz  otrzymał medal św. Krzysztofa za zasługi dla Muzeum Historycznego Miasta Krakowa.